# Бартошек, Карел
Карел Бартошек (чеш. Karel Bartošek; 1930, Скутеч — 2004, Париж) — чешский историк и публицист, профессор. Член Чехословацкой академии наук с 1960 по 1970, позже политический диссидент, эмигрант, один из авторов «Чёрной книги коммунизма» (1997).

## Биография
Сын рабочего. В молодости вступил в Коммунистическую партию Чехословакии. Изучал историю на философском факультете Карлова университета в Праге. Стал профессором там же (1960—1970). В своих научных работах был сосредоточен, главным образом, на современной чешской истории.
Автор нескольких книг, в том числе, «Позорная роль американских оккупантов в западной Чехии в 1945 году».
Со временем разочаровался в коммунистических идеях. Принял активное участие в Пражской весне 1968 года, был исключен из КПЧ и  Чехословацкой академии наук, работал разнорабочим, курьером, ночным сторожем. В 1972 году был арестован и заключён в тюрьму на шесть месяцев по обвинению в «антигосударственной деятельности», признан «агентом капиталистического империализма». Напечатал несколько статей во французском литературно-политическом журнале «Les Temps Modernes».
В 1977 году подписал Хартию 77. В 1982 году эмигрировал во Францию, где стал работать в Национальном центре научных исследований. В 1983 году был лишён чехословацкого гражданства.
Во Франции с 1996 года — научный сотрудник Института современной истории в Париже. В том же году выпустил книгу «Признания архивов», основанную на неопубликованных материалах, которая вызвала немало споров. В ней привёл факты о деятельности ряда лидеров компартий Западной Европы, защитников советского типа коммунизма по поддержке коммунистических движений в мире и Европе (П. Тольятти, Ж. Дюкло и др.).
В 1999 году стал соавтором создания «Черной книги коммунизма», в которой пытался суммировать различные преступления коммунистических режимов (убийства, депортации, пытки и т. д.).

## Избранные публикации
- Hanebná role amerických okupantů v západních Čechách v roce 1945, (в соавт., 1952),
- Američané v západních Čechách v roce 1945, (в соавт., 1953),
- Z dějin dělnického hnutí na Plzeňsku: o úloze pravicových sociálních demokratů, (в соавт., 1954),,
- Přehled československých dějin. Díl 3, 1918—1945, 1958,
- Pražské povstání 1945, 1960,
- Dějepis pro 9. ročník základní devítileté školy, 1963,
- Odboj a revoluce 1938—1945: nástin dějin československého odboje, (в соавт., 1965),
- Independent Historiography in Czechoslovakia, 1985,
- Občanská společnost v Československu a revolta roku 1968, Paříž, duben 1988 (pdf,)
- Zpovídání: pražské rozhovory 1978—1982, 1989,
- Svědek Husákova procesu vypovídá, (в соавт., 1991),
- Dějiny a paměť: výběr francouzských studií o vztahu dějin a paměti válek, odboje a kolaborace, 1993,
- Le Livre noir du communisme: Crimes, terreur, répression, 1997,
- Les Aveux des archives. Prague-Paris-Prague, 1948—1968 (1996),
- Český vězeň: svědectví politických vězeňkyň a vězňů let padesátých, šedesátých a sedmdesátých, 2001,
- Les sociétés, la guerre et la paix de 1911 à 1946: Europe, Russie puis URSS, Japon, États-Unis, 2003,
- Češi nemocní dějinami: eseje, studie, záznamy z let 1968—1993, 2003.
- Czechoslovakia: The State of Historiography // Journal of Contemporary History, 1967